# L'Envoyée de Dieu
Pour plus de détails, voir Fiche technique et Distribution.
L'Envoyée de Dieu est un court métrage de la réalisatrice nigérienne Amina Abdoulaye Mamani sorti en 2022. Le film aborde le sort des otages des groupes armés terroristes qu’ils transforment en kamikaze.

## Synopsis
Fatima, 12 ans, arrachée à sa famille par des terroristes armés, est choisie par hasard et soumise à des rites funéraires afin de tuer les ennemis de Dieu. Déposée près du marché d’un village, elle porte une ceinture d'explosifs qui doit exploser dans 10 minutes. Elle y retrouve sa mère et va devoir la protéger.

## Fiche technique
- Réalisatrice : Amina A. Mamani
- Scénario : Amina A. Mamani
- Musique : Sylvan Dando Paré
- Décor : Bill Mamadou Traoré
- Photographie : Amath Niane[3]
- Son : Moumouni Jupite Sodré
- Montage : Moumouni Jupite Sodré et Orianne Moschetti-Brun
- Sociétés de production : Diam Production du Burkina Faso du réalisateur Michel K. Zongo, Karekezi Film Production du Rwanda et Tabou Production du Niger[4].
- Langue originale : haoussa[5].
- Durée : 23 min.

## Distribution
- Salamatou Hassane : Fatima
- Youssouf Djaoro : Boss, le chef djihadiste[6]

## Festivals et distinctions
- 2023 : FESPACO 2023 : mention spéciale du jury de la compétition courts métrages, Prix spécial UEMOA, Prix spécial du Fonds Ernest Gambere[7], Prix de la chance de la LONAB[8], mention spéciale du Prix Conseil de l’Entente[9],
- 2023 : Vues d'Afrique, Montréal : Prix Droit de la personne; Meilleure actrice, Prix du moyen court-métrage[10].
- 2023 : AfryKamera, Varsovie
- 2023 : CineSah  Festival, Garoua
- 2023 : Dakar Court, Dakar : Meilleure Interprétation Féminine
- 2023 : CinéNomade Afrique Festival, Conakry
- 2023 : Ciné Droit Libre festival, Ouagadougou
- 2023 : Ouaga Côté Court, Ouagadougou : 2ème Prix Fiction, Prix de l’ambassade du Brésil au Burkina Faso, Prix Étudiant, Prix Waka Myria[11]
- 2023 : Madagascar Court Film Festival, Antananarivo
- 2023 : Ciné Regards Africains, Bièvre : Prix du Public
- 2023 : Festival des Cinémas d’Afrique du Pays d’Apt : mention spéciale
- 2023 : Grand Prix, Rencontres Internationales du Film Court (R.IFI.C), Yaoundé
- 2023 : Afrikamera film festival, Berlin
- 2023 : Cinema Eldorado, Saint-Pierre-d'Oléron
- 2023 : Silicon Valley African Film Festival, États-Unis
- 2023 : Festival international du film francophone de Namur : meilleure image
- 2023 : Prix de la Conférence épiscopale Burkina-Niger[6]
- 2023 : African Film Festival in Manitoba, Canada
- 2023 : Afrika Film Festiva, FilmInitiativ Köln, Cologne : Prix du Public du meilleur court métrage
- 2024 : Grand prix du FIFF Cotonou[12]
- 2024 : Festival du court métrage de Clermont-Ferrand, programme Regards d’Afrique[10]

## Analyse
Le père de la réalisatrice est Abdoulaye Mamani, auteur du roman Sarraounia et sur lequel elle a fait un documentaire, Sur les traces de Mamani Abdoulaye.
Le but du film est d'évoquer les ressources intérieures dont dispose chaque être humain face à une situation tragique. On y perçoit l'absence d'humanité et la dévalorisation des valeurs religieuses. La tension est terrible et permet de comprendre les logiques et les rapports de force.
Le film cherche en effet à mettre le spectateur dans la peau d’une enfant martyre. Pour cela, il détaille sa préparation (réveil, lavage du corps, installation de la bombe, moto jusqu’au marché villageois) mais prend aussi soin d’en faire une jeune fille consciente (souvenir d’une chanson de résilience avec sa mère, refus de la drogue, rébellion contre la théorie du martyr énoncée par le chef djihadiste). Les ambivalences de son comportement introduisent une distance plutôt qu'un pathos. La caméra la suit souvent de dos dans le marché, en épousant ainsi la vie. Un cliquetis marque les minutes presqu’en temps réel, soutenant la tension. Fatima s’oppose résolument à sa mission divine et trouve les arguments qui dérangent : privilégiant ainsi la parole, le film ne joue pas sur le suspense, pas plus qu'il ne fait de la mort un spectacle. Fatima n'est pas un objet victime mais un sujet agissant.
« Le film est un hommage aux filles mortes malgré elles, mais montre aussi qu'on peut toujours refuser, dire non », déclare la réalisatrice. Elle demande pourquoi les Djihadistes n'envoient pas leurs propres enfants se faire exploser et indique avoir fait ce film comme « une sorte de quête, de thérapie et de deuil ».